# Avdija Vršajević
Avdija Vršajević (Tešanj, 6 maart 1986) is een Bosnisch voormalig voetballer die doorgaans speelde als rechtsback. Tussen 2003 en 2024 was hij actief voor TOŠK Tešanj, Željezničar Sarajevo, Čelik Zenica, Sparta Praag, SK Kladno, Tatran Prešov, opnieuw Čelik Zenica, Hajduk Split, Osmanlıspor, Akhisar Belediyespor, Ümraniyespor, FK Sarajevo en opnieuw Čelik Zenica. Vršajević maakte in 2012 zijn debuut in het Bosnisch voetbalelftal en kwam uiteindelijk tot zeventien interlandoptredens.

## Clubcarrière
Vršajević speelde in de jeugd van TOŠK Tešanj, maar verkaste in 2004 naar Željezničar Sarajevo. Na één seizoen kocht de Bosnische topclub Čelik Zenica hem en hij speelde daar twee jaar. Het Tsjechische Sparta Praag kocht hem later, maar hij werd achtereenvolgens verhuurd aan SK Kladno en Tatran Prešov. Naar die laatste club vertrok hij in 2009 definitief en hij speelde er twee jaar voordat Čelik Zenica hem terughaalde. Na één jaar kocht het Kroatische Hajduk Split hem. Hoewel de Bosniër op weg leek naar het Engelse Middlesbrough in de transferperiode van 2014, ketste de transfer toch af.
Vršajević verkaste in de zomer van 2015 naar Osmanlıspor. Drie jaar later transfereerde hij binnen Turkije naar Akhisar Belediyespor. Ümraniyespor werd in januari 2021 zijn derde Turkse club. Anderhalf jaar later keerde hij terug naar Bosnië en Herzegovina, om voor FK Sarajevo te gaan spelen. Na een half seizoen zonder club keerde Vršajević in januari 2024 terug bij Čelik Zenica. In mei, zonder speelminuten te hebben gekregen, besloot Vršajević te vertrekken en op achtendertigjarige leeftijd een punt te zetten achter zijn actieve loopbaan.

## Interlandcarrière
Vršajević maakte zijn debuut voor Bosnië en Herzegovina op 7 september 2012, toen met 1-8 gewonnen werd tegen Liechtenstein. De verdediger mocht in de basis beginnen en speelde het gehele duel mee.
| Interlands van Avdija Vršajević voor Bosnië en Herzegovina | Interlands van Avdija Vršajević voor Bosnië en Herzegovina | Interlands van Avdija Vršajević voor Bosnië en Herzegovina | Interlands van Avdija Vršajević voor Bosnië en Herzegovina | Interlands van Avdija Vršajević voor Bosnië en Herzegovina | Interlands van Avdija Vršajević voor Bosnië en Herzegovina | Interlands van Avdija Vršajević voor Bosnië en Herzegovina |
| №                                                          | Datum                                                      | Wedstrijd                                                  | Uitslag                                                    | Competitie                                                 | Goals                                                      |                                                            |
| Als speler bij Hajduk Split                                | Als speler bij Hajduk Split                                | Als speler bij Hajduk Split                                | Als speler bij Hajduk Split                                | Als speler bij Hajduk Split                                | Als speler bij Hajduk Split                                | Als speler bij Hajduk Split                                |
| ---------------------------------------------------------- | ---------------------------------------------------------- | ---------------------------------------------------------- | ---------------------------------------------------------- | ---------------------------------------------------------- | ---------------------------------------------------------- | ---------------------------------------------------------- |
| 1                                                          | 7 september 2012                                           | Liechtenstein – Bosnië en Herzegovina                      | 1 – 8                                                      | WK 2014 kwalificatie                                       |                                                            |                                                            |
| 2                                                          | 11 september 2012                                          | Bosnië en Herzegovina – Letland                            | 4 – 1                                                      | WK 2014 kwalificatie                                       |                                                            |                                                            |
| 3                                                          | 16 oktober 2012                                            | Bosnië en Herzegovina – Litouwen                           | 3 – 0                                                      | WK 2014 kwalificatie                                       |                                                            |                                                            |
| 4                                                          | 14 november 2012                                           | Algerije – Bosnië en Herzegovina                           | 0 – 1                                                      | Vriendschappelijk                                          |                                                            |                                                            |
| 5                                                          | 6 februari 2013                                            | Slovenië – Bosnië en Herzegovina                           | 0 – 3                                                      | Vriendschappelijk                                          |                                                            |                                                            |
| 6                                                          | 22 maart 2013                                              | Bosnië en Herzegovina – Griekenland                        | 3 – 1                                                      | WK 2014 kwalificatie                                       |                                                            |                                                            |
| 7                                                          | 14 augustus 2013                                           | Bosnië en Herzegovina – Verenigde Staten                   | 3 – 4                                                      | Vriendschappelijk                                          |                                                            |                                                            |
| 8                                                          | 6 september 2013                                           | Bosnië en Herzegovina – Slowakije                          | 0 – 1                                                      | WK 2014 kwalificatie                                       |                                                            |                                                            |
| 9                                                          | 11 oktober 2013                                            | Bosnië en Herzegovina – Liechtenstein                      | 4 – 1                                                      | WK 2014 kwalificatie                                       |                                                            |                                                            |
| 10                                                         | 15 oktober 2013                                            | Litouwen – Bosnië en Herzegovina                           | 0 – 1                                                      | WK 2014 kwalificatie                                       |                                                            |                                                            |
| 11                                                         | 18 november 2013                                           | Argentinië – Bosnië en Herzegovina                         | 2 – 0                                                      | Vriendschappelijk                                          |                                                            |                                                            |
| 12                                                         | 5 maart 2014                                               | Egypte – Bosnië en Herzegovina                             | 2 – 0                                                      | Vriendschappelijk                                          |                                                            |                                                            |
| 13                                                         | 30 mei 2014                                                | Ivoorkust – Bosnië en Herzegovina                          | 1 – 2                                                      | Vriendschappelijk                                          |                                                            |                                                            |
| 14                                                         | 25 juni 2014                                               | Iran – Bosnië en Herzegovina                               | 1 – 3                                                      | WK 2014                                                    |                                                            |                                                            |
| 15                                                         | 9 september 2014                                           | Bosnië en Herzegovina – Cyprus                             | 1 – 2                                                      | EK 2016 kwalificatie                                       |                                                            |                                                            |
| 16                                                         | 31 maart 2015                                              | Oostenrijk – Bosnië en Herzegovina                         | 1 – 1                                                      | Vriendschappelijk                                          |                                                            |                                                            |
| Als speler bij Osmanlıspor                                 |                                                            |                                                            |                                                            |                                                            |                                                            |                                                            |
| 17                                                         | 25 maart 2017                                              | Bosnië en Herzegovina – Gibraltar                          | 5 – 0                                                      | WK 2018 kwalificatie                                       |                                                            |                                                            |